# Hakusensha
Хакусенша (јап. 株式会社白泉社, Kabushiki-gaisha Hakusensha) је јапанска издавачка кућа са седиштем у Токију. Основана је 1973. као огранак издавачке куће Шуеиша, те је делимично посед Шогакукана. Данас функционише као засебна фирма, али је још увек део Хитоцубаши групе заједно са горе поменутим компанијама. Бави се продајом манга ревија и стрипова, као и производњом аниме адаптација. 

## Такмичења
Поред продаје, Хакусенша одржава пар манга такмичења, као што су: Hakusensha Athena Shinjin Taishō, Hana to Yume Mangaka Course (HMC), LaLa Mangaka Scout Course (LMS), LaLa Manga Grand Prix (LMG), и Big Challenge Awards (BC).

## Манга ревије
Списак манга ревија издавачке куће Хакусенша:

### Мушке
Шонен манга ревије
- (угашено)
- (угашено)

Сеинен манга ревије

### Женске
Шоџо манга ревије
- (угашено)

Џосеј манга ревије
- Black (за јаои манге)

### Остало
- (за сликовнице)
- (за мајке)